# Lead and Aether
Lead and Aether — второй студийный полноформатный альбом финской Фьюнерал-дум-метал-группы Skepticism, вышедший в 1997 году.  Оригинальное издание было представлено в виде диджипака, лимитированного в 2200 экземпляров. Российское лицензионное издание, которое реализовано лейблом Irond Records, содержит в качестве бонуса композицию Aes, которая в 1999 году была издана как самостоятельный мини-альбом.

## Список композиций
| №                   | Название                   | Длительность |
| ------------------- | -------------------------- | ------------ |
| 1.                  | «The Organium»             | 6:41         |
| 2.                  | «The March and the Stream» | 10:34        |
| 3.                  | «The Falls»                | 8:43         |
| 4.                  | «Forge»                    | 5:49         |
| 5.                  | «Edges»                    | 6:11         |
| 6.                  | «Aether»                   | 9:49         |
| Общая длительность: | Общая длительность:        | 47:47        |

## Участники записи
- Matti — вокал
- Jani Kekarainen — гитара
- Eero Pöyry — клавишные
- Lasse Pelkonen — ударные